# هاوارد ماونس
هوارد اوون ماونس (متولد ۱۹۳۹) فیلسوف بریتانیایی و عضو افتخاری دانشگاه ولز سوانسی است. او سردبیر مجله پژوهش‌های فلسفی است.

## کتاب‌ها

### ترجمه‌شده به فارسی
- درآمدی به رساله ویتگنشتاین، ترجمه سهراب علوی‌نیا. تهران: طرح نو‏‫، ۱۳۷۹. ‬

### انگلیسی
- دو پراگماتیسم (راتلج، ۱۹۹۷)
- طبیعت‌گرایی هیوم (راتلج، ۱۹۹۹)